# 양성 되먹임
양성 되먹임(positive feedback, exacerbating feedback, self-reinforcing feedback) 또는 양성 피드백은 시스템의 출력이 입력량을 늘리는 방향으로 진행되는 피드백이다.

## 개요
물리학이나 생물학에서 다루어지는 시스템들은 서로 간에 다양한 상호 작용을 이루고 있다. 시스템에서 산출된 결과물이 시스템의 작동에 관여하는 것을 피드백이라고 한다. 되먹임은 산출된 결과물이 시스템의 작동을 더욱 촉진시키는 양성 피드백 고리(positive feedback loop)와 산출된 결과물이 시스템의 작동을 억제하는 음성 되먹임으로 나뉜다.

## 같이 보기
- 되먹임
- 음성 되먹임